# Chiesa dei Santi Simone e Giuda (Minucciano)
La chiesa dei santi Simone e Giuda è un edificio sacro che si trova nella frazione di Castagnola a Minucciano.
La connotazione dell'edificio è in stile romanico con pianta a croce; nella semplice facciata in pietra a capanna si aprono il portale e una finestra rettangolare. Sul fianco destro è un portico e l'accesso laterale; sul retro è il campanile a pianta quadrata.
Probabilmente la chiesa risale al XII secolo ed è ritenuta essere una delle novantanove chiese fatte costruire dalla Contessa Matilde di Canossa. La sua prima attestazione è datata al 1276.
Vari sono stati i restauri, il più importante dei quali è avvenuto nel 1830 come riporta l'epigrafe incisa sopra la porta dell'ingresso principale.
Gli altari sono in marmo lavorati con fregi e intarsi e quello maggiore è datato 1770. All'interno della chiesa è custodito uno dei fonti battesimali più belli e antichi di tutta la Garfagnana sulla cui base è incisa la data del 1535.

## Galleria d'immagini

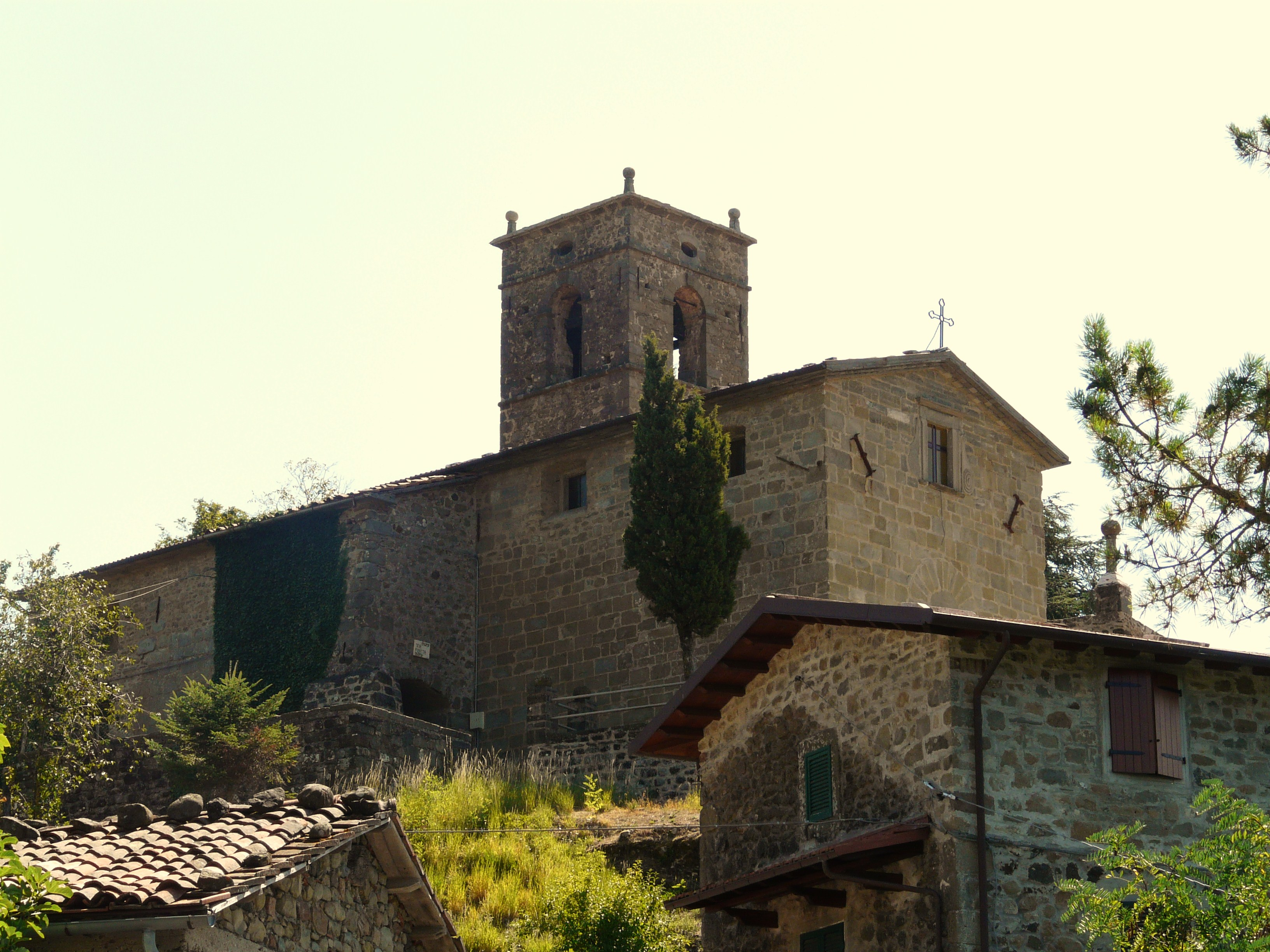
Esterno
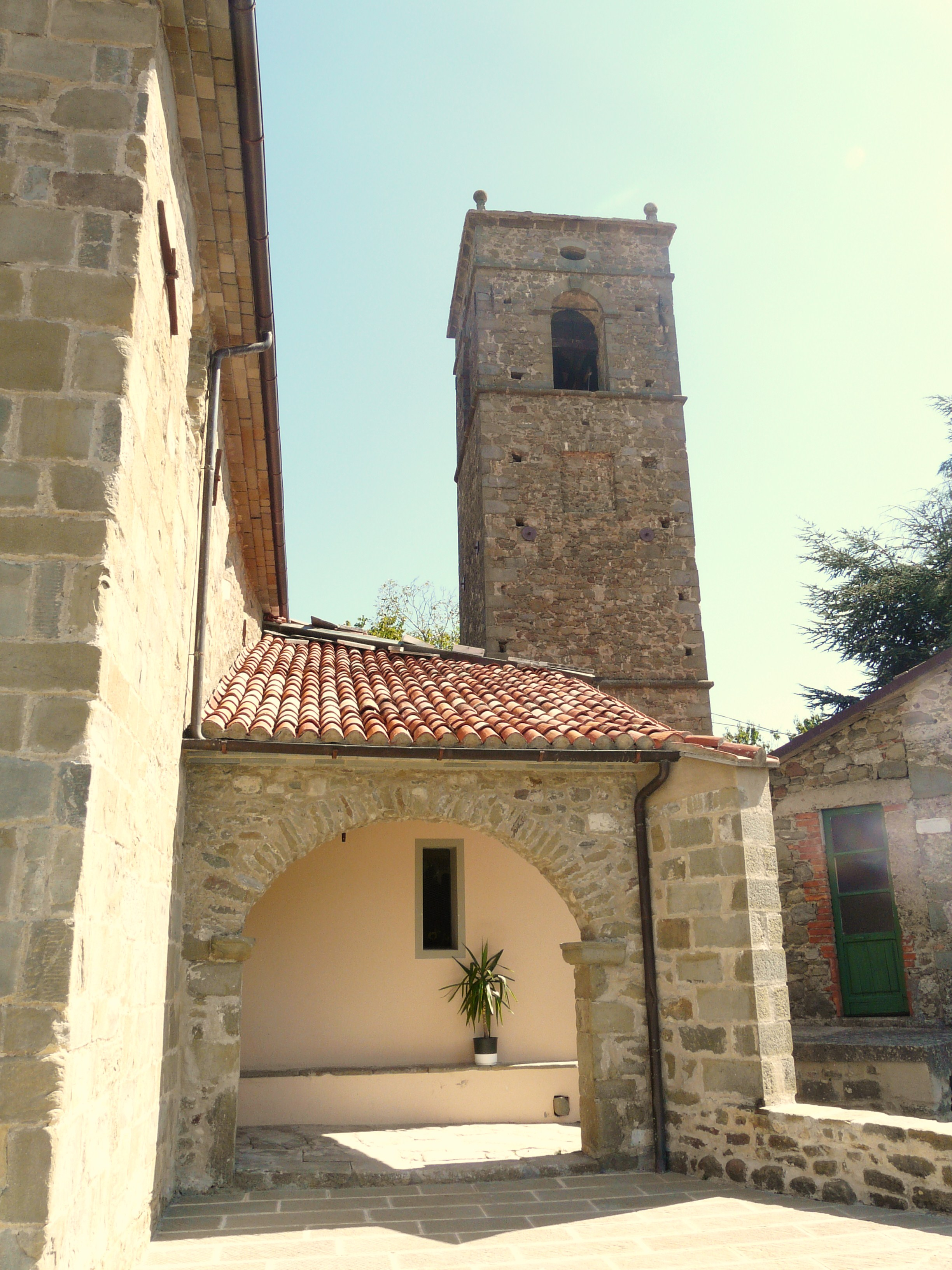
Portico